# Municipios in Kuba
Der Begriff Municipio bezeichnet auf Kuba die Gebietskörperschaft oder geografisch begrenzte Verwaltungseinheit unterhalb der Ebene der Provinz. Die 15 kubanischen Provinzen sind gemäß dem im Zuge der allgemeinen Verwaltungsreform erlassenen Gesetz Nr. 1304 vom 3. Juli 1976 in 168 Municipios unterteilt, hinzu kommt die Isla de la Juventud als Sonder-Municipio. Die Municipios ihrerseits bestehen aus Consejos Populares (Volksräten).
In ihren Grundeigenschaften weisen diese Verwaltungseinheiten teilweise große Unterschiede auf: Das flächenmäßig größte Municipio, gleichzeitig das mit der geringsten Einwohnerzahl und der geringsten Bevölkerungsdichte, ist das Sumpfgebiet der Ciénaga de Zapata (9.163 Einwohner, 4.320 km², 2,2 Einwohner/km²). Das flächenmäßig kleinste ist die Altstadt von Havanna (3,42 km²), das einwohnerreichste ist Santiago de Cuba (506.037) und das am dichtesten bevölkerte Municipio ist Centro Habana (41.004 Einwohner/km²).

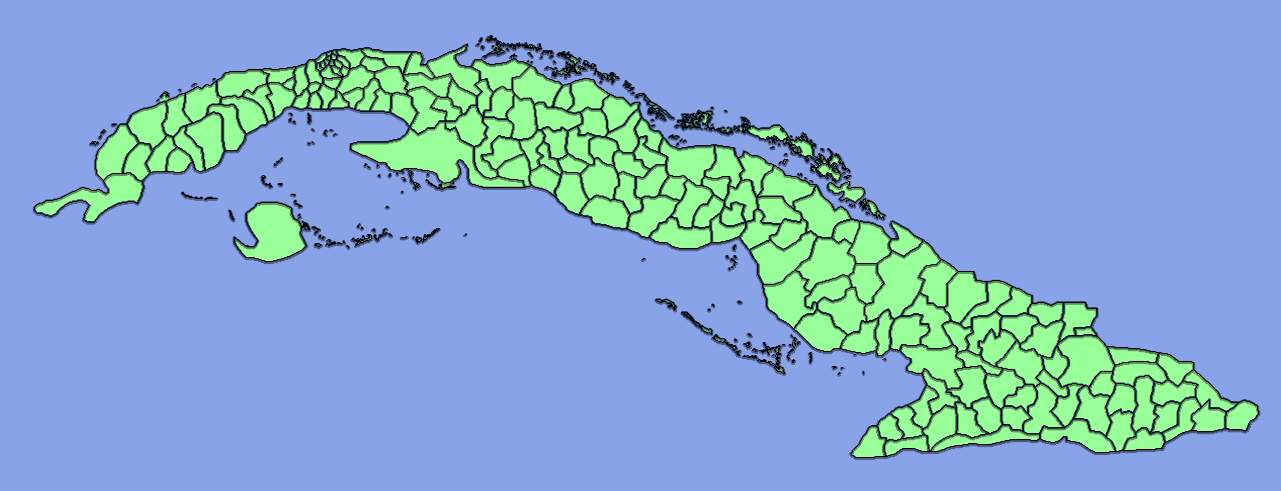
Municipios Kubas

## Zusammenfassung
Die Municipios sind nachfolgend nach Provinzen aufgelistet:
| Provinz             | Municipios |
| ------------------- | --- |
| Artemisa            | Alquízar • Artemisa • Bahía Honda • Bauta • Caimito • Candelaria • Guanajay • Güira de Melena • Mariel • San Antonio de los Baños                                                                                   |
| Camagüey            | Camagüey • Céspedes • Esmeralda • Florida • Guáimaro • Jimaguayú • Minas • Najasa • Nuevitas • Santa Cruz del Sur • Sibanicú • Sierra de Cubitas • Vertientes                                                       |
| Ciego de Ávila      | Baraguá • Bolivia • Chambas • Ciego de Ávila • Ciro Redondo • Florencia • Majagua • Morón • Primero de Enero • Venezuela • (Cayo Coco)                                                                              |
| Cienfuegos          | Abreus • Aguada de Pasajeros • Cienfuegos • Cruces • Cumanayagua • Lajas • Palmira • Rodas |
| Granma              | Bartolomé Masó • Bayamo • Buey Arriba • Campechuela • Cauto Cristo • Guisa • Jiguaní • Manzanillo • Media Luna • Niquero • Pilón • Río Cauto • Yara                                                                 |
| Guantánamo          | Baracoa • Caimanera • El Salvador • Guantánamo • Imías • Maisí • Manuel Tames • Niceto Pérez • San Antonio del Sur • Yateras                                                                                        |
| Havanna             | Arroyo Naranjo • Boyeros • Centro Habana • Cerro • Cotorro • Diez de Octubre • Guanabacoa • Habana del Este • La Habana Vieja • La Lisa • Marianao • Playa • Plaza de la Revolución • Regla • San Miguel del Padrón |
| Holguín             | Antilla • Báguanos • Banes • Cacocum • Calixto García • Cueto • Frank País • Gibara • Holguín • Mayarí • Moa • Rafael Freyre • Sagua de Tánamo • Urbano Noris                                                       |
| Isla de la Juventud | Isla de la Juventud |
| Las Tunas           | Amancio • Colombia • Jesús Menéndez • Jobabo • Majibacoa • Manatí • Puerto Padre • Victoria de Las Tunas |
| Matanzas            | Calimete • Cárdenas • Ciénaga de Zapata • Colón • Jagüey Grande • Jovellanos • Limonar • Los Arabos • Martí • Matanzas • Pedro Betancourt • Perico • Unión de Reyes                                                 |
| Mayabeque           | Batabanó • Bejucal • Güines • Jaruco • Madruga • Melena del Sur • Nueva Paz • Quivicán • San José de las Lajas • San Nicolás de Bari • Santa Cruz del Norte                                                         |
| Pinar del Río       | Consolación del Sur • Guane • La Palma • Los Palacios • Mantua • Minas de Matahambre • Pinar del Río • Sandino • San Juan y Martínez • San Luis • Viñales                                                           |
| Sancti Spíritus     | Cabaiguán • Fomento • Jatibonico • La Sierpe • Sancti Spíritus • Taguasco • Trinidad • Yaguajay |
| Santiago de Cuba    | Contramaestre • Guamá • Mella • San Luis • Segundo Frente • Songo - La Maya • Santiago de Cuba • Palma Soriano • Tercer Frente                                                                                      |
| Villa Clara         | Caibarién • Camajuaní • Cifuentes • Corralillo • Encrucijada • Manicaragua • Placetas • Quemado de Güines • Ranchuelo • Remedios • Sagua la Grande • Santa Clara • Santo Domingo                                    |

## Municipios nach Provinz

### Provinz Artemisa
Die Provinz Artemisa besteht aus 11 Municipios:
| Municipio                | Einwohner (2012) | Fläche (km²) | Lage                 | Anmerkungen       |
| ------------------------ | ---------------- | ------------ | -------------------- | ----------------- |
| Alquízar                 | 30.364           | 194,36       | 22° 48′ N, 82° 35′ W |                   |
| Artemisa                 | 82.873           | 688,69       | 22° 49′ N, 82° 46′ W | Provinzhauptstadt |
| Bahía Honda              | 43.483           | 782,64       | 22° 54′ N, 83° 10′ W |                   |
| Bauta                    | 47.628           | 154,63       | 22° 59′ N, 82° 33′ W |                   |
| Caimito                  | 39.792           | 239,42       | 22° 57′ N, 82° 36′ W |                   |
| Candelaria               | 20.492           | 301,66       | 22° 45′ N, 82° 57′ W |                   |
| Guanajay                 | 27.784           | 110,26       | 22° 56′ N, 82° 41′ W |                   |
| Güira de Melena          | 38.907           | 197,91       | 22° 48′ N, 82° 30′ W |                   |
| Mariel                   | 44.480           | 270,86       | 23° 0′ N, 82° 45′ W  |                   |
| San Antonio de los Baños | 48.197           | 126,37       | 22° 53′ N, 82° 30′ W |                   |
| San Cristóbal            | 70.631           | 934,92       | 22° 43′ N, 83° 3′ W  |                   |

### Provinz Camagüey
Die Provinz Camagüey ist in folgende dreizehn Municipios aufgeteilt:
| Municipio          | Einwohner (2012) | Fläche (km²) | Lage                 | Anmerkungen       |
| ------------------ | ---------------- | ------------ | -------------------- | ----------------- |
| Camagüey           | 323.309          | 1.098,58     | 21° 21′ N, 77° 54′ W | Provinzhauptstadt |
| Céspedes           | 24.488           | 664,13       | 21° 35′ N, 78° 17′ W |                   |
| Esmeralda          | 30.206           | 1.905,82     | 21° 51′ N, 78° 7′ W  |                   |
| Florida            | 71.854           | 1.743,78     | 21° 32′ N, 78° 13′ W |                   |
| Guáimaro           | 39.118           | 1.286,03     | 21° 4′ N, 77° 21′ W  |                   |
| Jimaguayú          | 20.680           | 783,43       | 21° 16′ N, 77° 50′ W |                   |
| Minas              | 37.667           | 1.056,33     | 21° 29′ N, 77° 36′ W |                   |
| Najasa             | 15.816           | 885,32       | 21° 5′ N, 77° 45′ W  |                   |
| Nuevitas           | 61.625           | 253,16       | 21° 32′ N, 77° 16′ W |                   |
| Santa Cruz del Sur | 45.710           | 1.123,04     | 20° 43′ N, 77° 59′ W |                   |
| Sibanicú           | 30.937           | 745,11       | 21° 14′ N, 77° 31′ W |                   |
| Sierra de Cubitas  | 18.704           | 566,38       | 21° 44′ N, 77° 46′ W |                   |
| Vertientes         | 51.791           | 2.041,09     | 21° 15′ N, 78° 9′ W  |                   |

### Provinz Ciego de Ávila
Die Provinz Ciego de Ávila unterteilt sich in zehn Municipios:
| Municipio        | Einwohner (2012) | Fläche (km²) | Lage                 | Anmerkungen       |
| ---------------- | ---------------- | ------------ | -------------------- | ----------------- |
| Baraguá          | 32.538           | 788,24       | 21° 41′ N, 78° 37′ W |                   |
| Bolivia          | 15.876           | 891,95       | 22° 5′ N, 78° 21′ W  |                   |
| Chambas          | 38.396           | 766,96       | 22° 12′ N, 78° 55′ W |                   |
| Ciego de Ávila   | 147.745          | 450,04       | 21° 51′ N, 78° 46′ W | Provinzhauptstadt |
| Ciro Redondo     | 29.896           | 567,08       | 22° 1′ N, 78° 42′ W  |                   |
| Florencia        | 19.484           | 290,69       | 22° 9′ N, 78° 58′ W  |                   |
| Majagua          | 25.800           | 497,63       | 21° 55′ N, 78° 59′ W |                   |
| Morón            | 66.287           | 592,17       | 22° 7′ N, 78° 38′ W  |                   |
| Primero de Enero | 23.361           | 651,54       | 21° 57′ N, 78° 25′ W |                   |
| Venezuela        | 26.671           | 698,60       | 21° 45′ N, 78° 47′ W |                   |

### Provinz Cienfuegos
Die Provinz Cienfuegos unterteilt sich in acht Municipios:
| Municipio           | Einwohner (2012) | Fläche (km²) | Lage                 | Anmerkungen       |
| ------------------- | ---------------- | ------------ | -------------------- | ----------------- |
| Abreus              | 30.906           | 579,09       | 22° 17′ N, 80° 34′ W |                   |
| Aguada de Pasajeros | 32.159           | 655,57       | 22° 23′ N, 80° 51′ W |                   |
| Cienfuegos          | 171.946          | 354,93       | 22° 9′ N, 80° 26′ W  | Provinzhauptstadt |
| Cruces              | 30.941           | 193,35       | 22° 21′ N, 80° 17′ W |                   |
| Cumanayagua         | 48.962           | 1.089,25     | 22° 9′ N, 80° 12′ W  |                   |
| Lajas               | 21.999           | 432,65       | 22° 25′ N, 80° 17′ W |                   |
| Palmira             | 32.939           | 310,36       | 22° 15′ N, 80° 24′ W |                   |
| Rodas               | 34.376           | 572,71       | 22° 21′ N, 80° 33′ W |                   |

### Ciudad de La Habana

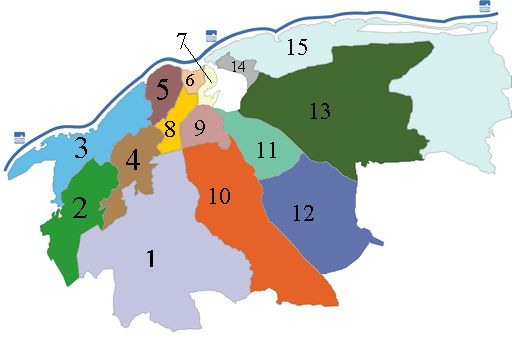
Municipios in Havana:
1. Boyeros, 2. La Lisa, 3. Playa, 4. Marianao, 5. Plaza de la Revolución, 6. Centro Habana, 7. La Habana Vieja, 8. Cerro, 9. Diez de Octubre, 10. Arroyo Naranjo, 11. San Miguel del Padrón, 12. Cotorro, 13. Guanabacoa, 14. Regla, 15. Habana del Este

La Habana, die kubanische Hauptstadt, ist eigenständige Provinz und in 15 Municipios unterteilt.
| Municipio              | Einwohner (2012) | Fläche (km²) | Lage                | Anmerkungen    |
| ---------------------- | ---------------- | ------------ | ------------------- | -------------- |
| Arroyo Naranjo         | 200.451          | 82,18        | 23° 3′ N, 82° 20′ W |                |
| Boyeros                | 188.217          | 134,80       | 23° 0′ N, 82° 24′ W |                |
| Centro Habana          | 158.151          | 3,42         | 23° 8′ N, 82° 23′ W |                |
| Cerro                  | 140.234          | 10,19        | 23° 7′ N, 82° 22′ W |                |
| Cotorro                | 77.066           | 65,90        | 23° 2′ N, 82° 15′ W |                |
| Diez de Octubre        | 206.052          | 12,28        | 23° 5′ N, 82° 22′ W |                |
| Guanabacoa             | 115.180          | 129,48       | 23° 4′ N, 82° 17′ W |                |
| Habana del Este        | 174.493          | 141,49       | 23° 9′ N, 82° 18′ W |                |
| La Habana Vieja        | 87.772           | 4,37         | 23° 8′ N, 82° 21′ W | Weltkulturerbe |
| La Lisa                | 136.231          | 37,14        | 23° 1′ N, 82° 28′ W |                |
| Marianao               | 134.529          | 23,17        | 23° 5′ N, 82° 26′ W |                |
| Playa                  | 179.647          | 35,81        | 23° 6′ N, 82° 27′ W |                |
| Plaza de la Revolución | 147.789          | 12,26        | 23° 7′ N, 82° 23′ W |                |
| Regla                  | 42.420           | 10,22        | 23° 8′ N, 82° 19′ W |                |
| San Miguel del Padrón  | 153.066          | 25,55        | 23° 6′ N, 82° 20′ W |                |

### Provinz Granma
Die Provinz Granma ist in 13 Municipios unterteilt:
| Municipio      | Einwohner (2012) | Fläche (km²) | Lage                 | Anmerkungen       |
| -------------- | ---------------- | ------------ | -------------------- | ----------------- |
| Bartolomé Masó | 50.734           | 637,93       | 20° 10′ N, 76° 57′ W |                   |
| Bayamo         | 235.107          | 927,90       | 20° 23′ N, 76° 39′ W | Provinzhauptstadt |
| Buey Arriba    | 32.010           | 477,79       | 20° 10′ N, 76° 45′ W |                   |
| Campechuela    | 44.994           | 585,01       | 20° 14′ N, 77° 17′ W |                   |
| Cauto Cristo   | 20.461           | 552,74       | 20° 34′ N, 76° 28′ W |                   |
| Guisa          | 48.335           | 592,29       | 20° 16′ N, 76° 32′ W |                   |
| Jiguaní        | 60.573           | 629,89       | 20° 22′ N, 76° 25′ W |                   |
| Manzanillo     | 130.616          | 496,36       | 20° 20′ N, 77° 7′ W  |                   |
| Media Luna     | 34.226           | 367,25       | 20° 9′ N, 77° 26′ W  |                   |
| Niquero        | 42.878           | 576,27       | 20° 3′ N, 77° 25′ W  |                   |
| Pilón          | 30.067           | 462,05       | 19° 54′ N, 77° 19′ W |                   |
| Río Cauto      | 47.189           | 1.502,14     | 20° 34′ N, 76° 55′ W |                   |
| Yara           | 57.190           | 560,28       | 20° 17′ N, 76° 57′ W |                   |

### Provinz Guantánamo
Die Provinz Guantánamo besteht aus zehn Municipios:
| Municipio           | Einwohner (2012) | Fläche (km²) | Lage                 | Anmerkungen                 |
| ------------------- | ---------------- | ------------ | -------------------- | --------------------------- |
| Baracoa             | 81.968           | 974,36       | 20° 21′ N, 74° 31′ W |                             |
| Caimanera           | 11.091           | 358,93       | 20° 0′ N, 75° 10′ W  |                             |
| El Salvador         | 43.094           | 630,38       | 20° 13′ N, 75° 13′ W |                             |
| Guantánamo          | 228.436          | 257,39       | 20° 7′ N, 75° 13′ W  | Provinzhauptstadt           |
| Imías               | 21.309           | 527,48       | 20° 5′ N, 74° 39′ W  |                             |
| Maisí               | 28.333           | 523,31       | 20° 15′ N, 74° 9′ W  | Verwaltungssitz: La Máquina |
| Manuel Tames        | 39.365           | 1.051,55     | 20° 11′ N, 75° 3′ W  | Verwaltungssitz: Jamaica    |
| Niceto Pérez        | 16.949           | 632,64       | 20° 8′ N, 75° 21′ W  | Verwaltungssitz: La Yaya    |
| San Antonio del Sur | 25.804           | 584,94       | 20° 3′ N, 74° 48′ W  |                             |
| Yateras             | 19.079           | 625,34       | 20° 21′ N, 74° 55′ W | Verwaltungssitz: Palenque   |

### Provinz Holguín
Die Holguín ist in 14 Municipios unterteilt:
| Municipio       | Einwohner (2012) | Fläche (km²) | Lage                 | Anmerkungen                   |
| --------------- | ---------------- | ------------ | -------------------- | ----------------------------- |
| Antilla         | 12.415           | 119,58       | 20° 51′ N, 75° 45′ W |                               |
| Báguanos        | 50.700           | 803,40       | 20° 46′ N, 76° 2′ W  |                               |
| Banes           | 79.856           | 761,64       | 20° 58′ N, 75° 43′ W |                               |
| Cacocum         | 41.558           | 662,14       | 20° 45′ N, 76° 19′ W |                               |
| Calixto García  | 55.622           | 591,26       | 20° 51′ N, 76° 36′ W | Verwaltungssitz: Buenaventura |
| Cueto           | 32.999           | 329,04       | 20° 39′ N, 75° 56′ W |                               |
| Frank País      | 24.334           | 477,96       | 20° 40′ N, 75° 17′ W | Verwaltungssitz: Cayo Mambí   |
| Gibara          | 71.991           | 619,35       | 21° 6′ N, 76° 8′ W   |                               |
| Holguín         | 346.195          | 689,81       | 20° 53′ N, 76° 15′ W | Provinzhauptstadt             |
| Mayarí          | 102.354          | 1.261,31     | 20° 40′ N, 75° 41′ W |                               |
| Moa             | 75.020           | 763,71       | 20° 38′ N, 74° 55′ W |                               |
| Rafael Freyre   | 52.699           | 618,33       | 21° 2′ N, 76° 0′ W   |                               |
| Sagua de Tánamo | 48.213           | 699,97       | 20° 35′ N, 75° 15′ W |                               |
| Urbano Noris    | 41.116           | 770,12       | 20° 36′ N, 76° 8′ W  |                               |

### Isla de la Juventud
Das „Sonder-Municipio“ Isla de la Juventud ist eine unabhängige Verwaltungseinheit.

### Provinz Las Tunas
Die Provinz Las Tunas teilt sich in acht Municipios auf:
| Municipio             | Einwohner (2012) | Fläche (km²) | Lage                 | Anmerkungen       |
| --------------------- | ---------------- | ------------ | -------------------- | ----------------- |
| Amancio Rodríguez     | 38.957           | 847,90       | 20° 49′ N, 77° 35′ W |                   |
| Colombia              | 32.612           | 559,97       | 20° 59′ N, 77° 25′ W |                   |
| Jesús Menéndez        | 49.205           | 638,17       | 21° 10′ N, 76° 29′ W |                   |
| Jobabo                | 44.851           | 885,63       | 20° 54′ N, 77° 17′ W |                   |
| Majibacoa             | 41.802           | 698,89       | 20° 55′ N, 76° 53′ W |                   |
| Manatí                | 31.231           | 940,94       | 21° 19′ N, 76° 56′ W |                   |
| Puerto Padre          | 91.882           | 1.103,31     | 21° 12′ N, 76° 36′ W |                   |
| Victoria de Las Tunas | 202.105          | 908,92       | 20° 58′ N, 76° 57′ W | Provinzhauptstadt |

### Provinz Matanzas
Die Provinz Matanzas besteht aus 13 Municipios:
| Municipio         | Einwohner (2012) | Fläche (km²) | Lage                 | Anmerkungen       |
| ----------------- | ---------------- | ------------ | -------------------- | ----------------- |
| Calimete          | 28.751           | 958,21       | 22° 32′ N, 80° 55′ W |                   |
| Cárdenas          | 143.593          | 528,80       | 23° 3′ N, 81° 12′ W  |                   |
| Ciénaga de Zapata | 9.163            | 4.077,38     | 22° 17′ N, 81° 12′ W | Zapata-Halbinsel  |
| Colón             | 70.248           | 607,88       | 22° 43′ N, 80° 54′ W |                   |
| Jagüey Grande     | 59.722           | 881,86       | 22° 32′ N, 81° 8′ W  |                   |
| Jovellanos        | 57.683           | 503,76       | 22° 49′ N, 81° 12′ W |                   |
| Limonar           | 26.331           | 441,69       | 22° 57′ N, 81° 25′ W |                   |
| Los Arabos        | 24.787           | 758,35       | 22° 44′ N, 80° 43′ W |                   |
| Martí             | 22.786           | 907,10       | 22° 57′ N, 80° 55′ W |                   |
| Matanzas          | 151.624          | 370,86       | 23° 3′ N, 81° 35′ W  | Provinzhauptstadt |
| Pedro Betancourt  | 31.555           | 387,02       | 22° 44′ N, 81° 17′ W |                   |
| Perico            | 31.191           | 278,38       | 22° 47′ N, 81° 1′ W  |                   |
| Unión de Reyes    | 37.042           | 873,49       | 22° 48′ N, 81° 32′ W |                   |

### Provinz Mayabeque

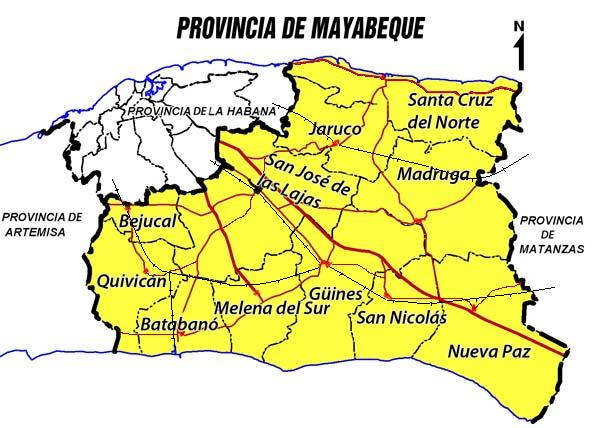

Die seit 2011 existierende Provinz Mayabeque unterteilt sich in 13 Municipios:
| Municipio             | Einwohner (2012) | Fläche (km²) | Lage                 | Anmerkungen       |
| --------------------- | ---------------- | ------------ | -------------------- | ----------------- |
| Batabanó              | 26.667           | 208,65       | 22° 43′ N, 82° 17′ W |                   |
| Bejucal               | 26.879           | 115,36       | 22° 56′ N, 82° 23′ W |                   |
| Güines                | 66.560           | 434,89       | 22° 51′ N, 82° 1′ W  |                   |
| Jaruco                | 24,673           | 275,92       | 23° 3′ N, 82° 1′ W   |                   |
| Madruga               | 28.262           | 465,60       | 22° 55′ N, 81° 51′ W |                   |
| Melena del Sur        | 20.403           | 231,80       | 22° 47′ N, 82° 9′ W  |                   |
| Nueva Paz             | 25.377           | 524,84       | 22° 46′ N, 81° 45′ W |                   |
| Quivicán              | 29.597           | 240,09       | 22° 49′ N, 82° 21′ W |                   |
| San José de las Lajas | 73.136           | 593,72       | 22° 58′ N, 82° 9′ W  | Provinzhauptstadt |
| San Nicolás de Bari   | 20.862           | 229,51       | 22° 47′ N, 81° 54′ W |                   |
| Santa Cruz del Norte  | 34.409           | 380,33       | 23° 9′ N, 81° 56′ W  |                   |

### Provinz Pinar del Río
Die Provinz Pinar del Río unterteilt sich in 11 Municipios:
| Municipio           | Einwohner (2012) | Fläche (km²) | Lage                 | Anmerkungen       |
| ------------------- | ---------------- | ------------ | -------------------- | ----------------- |
| Consolación del Sur | 88.055           | 1.111,71     | 22° 30′ N, 83° 31′ W |                   |
| Guane               | 36.108           | 724,05       | 22° 12′ N, 84° 5′ W  |                   |
| La Palma            | 34.920           | 634,19       | 22° 45′ N, 83° 33′ W |                   |
| Los Palacios        | 39.072           | 764,51       | 22° 35′ N, 83° 15′ W |                   |
| Mantua              | 24.780           | 899,35       | 22° 17′ N, 84° 17′ W |                   |
| Minas de Matahambre | 33.030           | 848,52       | 22° 35′ N, 83° 57′ W |                   |
| Pinar del Río       | 188.614          | 714,27       | 22° 26′ N, 83° 41′ W | Provinzhauptstadt |
| San Juan y Martínez | 44.344           | 408,22       | 22° 16′ N, 83° 50′ W |                   |
| San Luis            | 33.039           | 324,64       | 22° 17′ N, 83° 46′ W |                   |
| Sandino             | 37.293           | 1.703,00     | 22° 5′ N, 84° 13′ W  |                   |
| Viñales             | 27.771           | 682,81       | 22° 37′ N, 83° 43′ W |                   |

### Provinz Sancti Spíritus
Die Provinz Sancti Spíritus teilt sich in acht Municipios auf:
| Municipio       | Einwohner (2012) | Fläche (km²) | Lage                 | Anmerkungen       |
| --------------- | ---------------- | ------------ | -------------------- | ----------------- |
| Cabaiguán       | 65.852           | 596,76       | 22° 5′ N, 79° 30′ W  |                   |
| Fomento         | 33.376           | 474,31       | 22° 6′ N, 79° 43′ W  |                   |
| Jatibonico      | 42.959           | 763,70       | 21° 57′ N, 79° 10′ W |                   |
| La Sierpe       | 16.502           | 1.075,02     | 21° 46′ N, 79° 15′ W |                   |
| Sancti Spíritus | 138.504          | 1.141,83     | 21° 56′ N, 79° 27′ W | Provinzhauptstadt |
| Taguasco        | 34.841           | 502,15       | 22° 0′ N, 79° 16′ W  |                   |
| Trinidad        | 74.739           | 1.166,74     | 21° 48′ N, 79° 59′ W |                   |
| Yaguajay        | 56.685           | 1.044,61     | 22° 20′ N, 79° 14′ W |                   |

### Provinz Santiago de Cuba
Die Provinz Santiago de Cuba ist in neun Municipios eingeteilt.
| Municipio        | Einwohner (2012) | Fläche (km²) | Lage                 | Anmerkungen                         |
| ---------------- | ---------------- | ------------ | -------------------- | ----------------------------------- |
| Contramaestre    | 105.441          | 682,29       | 20° 18′ N, 76° 15′ W |                                     |
| Guamá            | 34.069           | 950,48       | 19° 57′ N, 76° 45′ W | Verwaltungssitz: Chivirico          |
| Mella            | 35.296           | 332,16       | 20° 22′ N, 75° 55′ W |                                     |
| Palma Soriano    | 124.491          | 928,24       | 20° 13′ N, 76° 0′ W  |                                     |
| San Luis         | 81.084           | 683,14       | 20° 11′ N, 75° 51′ W |                                     |
| Santiago de Cuba | 506.037          | 1031,64      | 20° 2′ N, 75° 49′ W  | Provinzhauptstadt                   |
| Segundo Frente   | 39.505           | 535,96       | 20° 25′ N, 75° 32′ W | Verwaltungssitz: Mayarí Arriba      |
| Songo - La Maya  | 93.645           | 714,15       | 20° 10′ N, 75° 39′ W | allgemein als La Maya bekannt       |
| Tercer Frente    | 29.516           | 369,57       | 20° 10′ N, 76° 20′ W | Verwaltungssitz: Cruce de los Baños |

### Provinz Villa Clara
Die Provinz Villa Clara besteht aus 13 Municipios:
| Municipio         | Einwohner (2012) | Fläche (km²) | Lage                 | Anmerkungen       |
| ----------------- | ---------------- | ------------ | -------------------- | ----------------- |
| Caibarién         | 38.485           | 173,02       | 22° 31′ N, 79° 28′ W |                   |
| Camajuaní         | 60.598           | 585,71       | 22° 28′ N, 79° 43′ W |                   |
| Cifuentes         | 28.425           | 415,90       | 22° 37′ N, 80° 4′ W  |                   |
| Corralillo        | 26.843           | 837,30       | 22° 59′ N, 80° 35′ W |                   |
| Encrucijada       | 33.669           | 591,55       | 22° 37′ N, 79° 52′ W |                   |
| Manicaragua       | 67.042           | 985,70       | 22° 9′ N, 79° 59′ W  |                   |
| Placetas          | 68.922           | 656,47       | 22° 19′ N, 79° 39′ W |                   |
| Quemado de Güines | 22.089           | 332,82       | 22° 47′ N, 80° 15′ W |                   |
| Ranchuelo         | 54.889           | 521,83       | 22° 20′ N, 80° 7′ W  |                   |
| Remedios          | 45.621           | 589,98       | 22° 30′ N, 79° 33′ W |                   |
| Sagua la Grande   | 53.077           | 682,21       | 22° 49′ N, 80° 4′ W  |                   |
| Santa Clara       | 240.543          | 668,82       | 22° 24′ N, 79° 57′ W | Provinzhauptstadt |
| Santo Domingo     | 51.013           | 878,07       | 22° 35′ N, 80° 14′ W |                   |

Quellen:

Anuario Estadistico de Cuba 2012

Sistema Informativo del Catastro Nacional. Oficina Nacional de Hidrografía y Geodesia. 4 de marzo de 2011

## Historische Verwaltungsgliederung

### Provinz La Habana (1976–2010)
Die Provinz La Habana ist eine ehemalige Kolonie und bestand von 1976 bis 2010 aus 19 Municipios und wurde von der Stadt Havanna aus verwaltet:
| Municipio                | Einwohner (2004) | Fläche (km²) | Lage                 | Anmerkungen |
| ------------------------ | ---------------- | ------------ | -------------------- | ----------- |
| Alquízar                 | 29.616           | 193          | 22° 48′ N, 82° 35′ W |             |
| Artemisa                 | 81.209           | 690          | 22° 49′ N, 82° 46′ W |             |
| Batabanó                 | 25.664           | 187          | 22° 43′ N, 82° 17′ W |             |
| Bauta                    | 45.509           | 157          | 22° 59′ N, 82° 33′ W |             |
| Bejucal                  | 25.425           | 120          | 22° 56′ N, 82° 23′ W |             |
| Caimito                  | 36.813           | 238          | 22° 57′ N, 82° 36′ W |             |
| Guanajay                 | 28.429           | 113          | 22° 56′ N, 82° 41′ W |             |
| Güines                   | 68.951           | 445          | 22° 51′ N, 82° 1′ W  |             |
| Güira de Melena          | 37.838           | 178          | 22° 48′ N, 82° 30′ W |             |
| Jaruco                   | 25.658           | 276          | 23° 3′ N, 82° 1′ W   |             |
| Madruga                  | 30.640           | 464          | 22° 55′ N, 81° 51′ W |             |
| Mariel                   | 42.504           | 269          | 23° 0′ N, 82° 45′ W  |             |
| Melena del Sur           | 20.445           | 227          | 22° 47′ N, 82° 9′ W  |             |
| Nueva Paz                | 24.277           | 515          | 22° 46′ N, 81° 45′ W |             |
| Quivicán                 | 29.253           | 283          | 22° 49′ N, 82° 21′ W |             |
| San Antonio de los Baños | 46.300           | 127          | 22° 53′ N, 82° 30′ W |             |
| San José de las Lajas    | 69.375           | 591          | 22° 58′ N, 82° 9′ W  |             |
| San Nicolás de Bari      | 21.563           | 242          | 22° 47′ N, 81° 54′ W |             |
| Santa Cruz del Norte     | 32.576           | 376          | 23° 9′ N, 81° 56′ W  |             |

### Provinz Pinar del Río (1976–2010)
Die Provinz Pinar del Río unterteilte sich von 1976 bis 2010 in 14 Municipios:
| Municipio           | Einwohner (2004) | Fläche (km²) | Lage                 | Anmerkungen       |
| ------------------- | ---------------- | ------------ | -------------------- | ----------------- |
| Bahía Honda         | 47.943           | 784          | 22° 54′ N, 83° 10′ W |                   |
| Candelaria          | 19.523           | 299          | 22° 45′ N, 82° 58′ W |                   |
| Consolación del Sur | 87.500           | 1.112        | 22° 30′ N, 83° 31′ W |                   |
| Guane               | 35.893           | 717          | 22° 12′ N, 84° 5′ W  |                   |
| La Palma            | 35.426           | 621          | 22° 45′ N, 83° 33′ W |                   |
| Los Palacios        | 38.950           | 786          | 22° 35′ N, 83° 15′ W |                   |
| Mantua              | 26.065           | 915          | 22° 17′ N, 84° 17′ W |                   |
| Minas de Matahambre | 34.419           | 858          | 22° 35′ N, 83° 57′ W |                   |
| Pinar del Río       | 190.532          | 708          | 22° 26′ N, 83° 41′ W | Provinzhauptstadt |
| San Cristóbal       | 70.830           | 936          | 22° 43′ N, 83° 3′ W  |                   |
| San Juan y Martínez | 45.061           | 409          | 22° 16′ N, 83° 50′ W |                   |
| San Luis            | 34.085           | 765          | 22° 17′ N, 83° 46′ W |                   |
| Sandino             | 39.245           | 1.718        | 22° 5′ N, 84° 13′ W  |                   |
| Viñales             | 27.129           | 704          | 22° 37′ N, 83° 43′ W |                   |